# Vinzenz Hauschka
Vinzenz Hauschka (tschechisch Vincenc Houška, * 21. Januar 1766 in Kralowitz; † 13. September 1840 in Wien) war ein böhmischer Beamter, Musiker und Komponist.

## Leben
Herkunft und frühe Jahre: Vinzenz Hauschka wurde am 21. Januar 1766 unehelich als Vinzenz Kondel in Kralowitz im Pilsner Kreis im Königreich Böhmen geboren. Entgegen seinen späteren Angaben war nicht Mies, sondern Kralowitz sein Geburtsort. Nach der Eheschließung seiner Eltern am 10. Februar 1766 wurde er legitimiert und übernahm den Familiennamen seines Vaters. Dieser war zunächst Lehrer in Kralowitz, später in Bischofteinitz (heute Horšovský Týn), wo Vinzenz zwei Schwestern bekam: Josefa (* 19. März 1768) und Justina (* 26. September 1769). Im Oktober 1769 zog die Familie nach Mies (heute Stříbro), wo Hauschka seine Kindheit verbrachte und ersten Musikunterricht erhielt. Ab dem achten Lebensjahr war er Sängerknabe an der Prager Domkirche, wo er eine umfassende musikalische Ausbildung erhielt. Er studierte Violine, Klavier, Generalbass und schließlich Violoncello.
Musikalische Laufbahn: Hauschka wurde schnell ein gefragter Cellist, unter anderem in der Kapelle des Grafen Josef Thun in Prag, und war als Solist mit eigenen Kompositionen tätig. 1788 verließ er Prag und reiste durch zahlreiche Städte Europas, bevor er sich in Wien niederließ, der damals wichtigsten Musikmetropole.
In Wien: Der Schüler von Anton Laube und Josef Seger war bis 1788 Cellist in der Kapelle des Grafen von Thun. Später bekam er einen Posten als Beamter in Wien. Er zählte zu den Gründern und Leitern der Gesellschaft der Musikfreunde und dirigierte eine Anzahl von Konzerten, in denen auch Werke seines Freundes Ludwig van Beethoven aufgeführt wurden. Er komponierte mehrere Cellosonaten, Notturni, Kanons und Lieder. Seine Cellokonzerte und zahlreiche kammermusikalische Werke – darunter Quintette und Duette für Baryton – sind verlorengegangen. Er war der erste Dirigent der Gesellschaftskonzerte (1815–1826) und förderte sowohl bekannte Komponisten wie Haydn, Mozart, Beethoven und Schubert als auch deren Werke. Zudem war er ein gefragter Baryton-Spieler (ein Instrument, das besonders bei der Kaiserin Maria Theresia beliebt war).
Persönlichkeit und Vermächtnis: Hauschka war ein bescheidener, treuer Kunstliebhaber, der sein Leben der Förderung der Musik widmete, ohne selbst Ruhm zu suchen. Er war hochgeschätzt und genoss die persönliche Wertschätzung Beethovens, mit dem er auch korrespondierte und zusammenarbeitete. Er bewahrte auch die Sammlungen der Gesellschaft der Musikfreunde vor Schäden und setzte sich nachhaltig für deren Weiterentwicklung ein.
Beziehung zu Beethoven: Obwohl frühere Belege fehlen, ist sicher, dass Hauschka im Umfeld Beethovens wirkte und mehrfach mit ihm zusammentraf. Beethoven schätzte ihn persönlich sehr und nannte ihn in Briefen seinen „wahren Freund“.
Tod: Herr Vinzenz Hauschka, k. k. Rechnungsrat (ledig) starb am 13. September 1840 im 74. Lebensjahre an Schlagfluss (Schlaganfall) in Wien (Hietzing), Haus Nr. 88. Beerdigt wurde er am 15. September 1840.
Im Jahr 1932 wurde in Wien-Donaustadt (22. Bezirk) die Vinzenz-Hauschka-Gasse nach ihm benannt.